# Trifolium physodes
Trifolium physodes é uma espécie de planta com flor pertencente à família Fabaceae. 
A autoridade científica da espécie é M.Bieb., tendo sido publicada em Flora Taurico-Caucasica 2: 217m no ano de 1808.
O seu nome comum é trevo.

## Descrição
A seguir apresenta-se a descrição dada por António Xavier Pereira Coutinho na sua obra Flora de Portugal (Plantas Vasculares): Disposta em Chaves Dicotómicas (1.ª ed. Lisboa: Aillaud, 1913):
Capítulos, com invólucro de brácteas muito curtas subnús, na frutificação grandes (20–25 mm), rosados; corola de 10–11 mm, intensamente rosada: lábio superior do cálice nervoso-reticulado, viloso, com os dentes direitos: folíolos ovado-elípticos, nervosos, serrilhados. Planta de 1-3 dm, prostrada mas não radicante, glabrescente. Planta viváz, herbácea. Maio. Matagais, bosques, sítios sombrios. Beira Litoral, Estremadura, Alentejo litoral.

## Portugal
Trata-se de uma espécie presente no território português, nomeadamente em Portugal Continental.
Em termos de naturalidade é nativa da região atrás indicada.

## Protecção
Não se encontra protegida por legislação portuguesa ou da Comunidade Europeia.